# Großsteingrab Ellershagen
Das Großsteingrab Ellershagen (auch Brotsteine genannt) ist eine megalithische Grabanlage vermutlich der jungsteinzeitlichen Trichterbecherkultur bei Ellershagen, einem Ortsteil von Halenbeck-Rohlsdorf im Landkreis Prignitz (Brandenburg).

## Lage
Das Grab befindet sich etwa 800 m westsüdwestlich von Ellershagen auf einer Insel im Sadenbecker Stausee.

## Beschreibung
Die Anlage bestand ursprünglich aus fünf Wandsteinen und einem Deckstein, wurde aber im 19. Jahrhundert stark beschädigt. In den 1920er Jahren waren nur noch drei Steine vorhanden. Eine 1985 durchgeführte Grabung ergab, dass die Anlage nord-südlich orientiert ist und eine Länge von 8 m sowie eine Breite von 2,2 m aufweist. Der genaue Grabtyp konnte nicht mehr bestimmt werden. Einer der drei noch vorhandenen Findlinge weist Schälchen auf. Kleinere Bruchstücke der zerstörten Steine liegen noch umher.
Trichterbecherzeitliche Beigaben wurden nicht angetroffen. Die einzigen Funde waren Scherben eines Riesenbechers, der zu einer Nachbestattung der endneolithischen Schnurkeramikkultur gehörte.